# معتز بن عامر
معتز بن عامر (1 يناير 1981 طرابلس ليبيا - ) هو لاعب كرة قدم ليبي، يلعب كلاعب وسط، شارك في كأس الأمم الأفريقية 2012.

## روابط خارجية
- معتز بن عامر على موقع قاعدة بيانات كرة القدم.إي يو (الإنجليزية)
- معتز بن عامر على موقع ناشيونال فوتبول تيمز (الإنجليزية)
- معتز بن عامر على موقع عالم كرة القدم.نت (الإنجليزية)